# Gonia sicula
Gonia sicula är en tvåvingeart som beskrevs av Robineau-desvoidy 1830. Gonia sicula ingår i släktet Gonia och familjen parasitflugor.
Artens utbredningsområde är Italien. Inga underarter finns listade i Catalogue of Life.